# Flughafen Málaga

i7
i11
i13
Der Flughafen Málaga – Costa del Sol (spanisch Aeropuerto de Málaga-Costa del Sol; IATA-Code: AGP, ICAO-Code: LEMG) ist ein internationaler Verkehrsflughafen in der Provinz Málaga im Süden der iberischen Halbinsel und der zentrale Flughafen für die Costa del Sol in Spanien. Der Flughafen bot 2019 Flugverbindungen in 37 Länder weltweit, und rund 24,9 Millionen Passagiere durchliefen ihn im Jahr 2024. Im Jahr 2010 ersetzte das Terminal 3 seine beiden Vorgänger, gleichzeitig wurde eine zweite Start- und Landebahn eröffnet.
Der Flughafen wird als Base Aérea de Málaga auch noch in beschränktem Umfang von der spanischen Luftwaffe genutzt, insbesondere als temporäre vorgeschobene Basis von Feuerlöschflugzeugen.

## Geschichte
Die erste Landung eines Flugzeugs fand am 9. März 1919 auf einem nicht vorbereiteten Grundstück statt, planmäßige Zwischenlandungen auf der Strecke Toulouse–Barcelona–Alicante–Málaga–Tanger–Casablanca gab es ab 1. September 1919.
1937 wurde ein Luftwaffenstützpunkt samt -schule eingerichtet, am 12. Juli 1946 startete der nationale und internationale Luftverkehr. 1948 wurde auch das erste Terminalgebäude fertiggestellt.
In den 1960er Jahren wurde der Flughafen ausgebaut:
- Verlängerung der Start- und Landebahn
- Bau einer Rollbahn
- neuer Tower sowie verschiedene Navigations- und Landehilfen (u. a. Instrumentenlandesystem)
- neues Terminalgebäude (eröffnet 29. Januar 1968) samt Vorfeld

Im September 1965 wurde der Flughafen umbenannt in Aeropuerto de Málaga (bis dahin El Rompedizo oder García Morato).
Am 30. Juni 1972 folgte ein weiteres, modulares Terminalgebäude für Charterflüge, bevor am 30. November 1991 das von Ricardo Bofill entworfene Pablo Ruiz Picasso Terminal öffnet.
1995/1996 kamen ein Parkhaus sowie ein Hangar hinzu, das Terminalgebäude von 1948 wurde für die General Aviation umgebaut. Im November 2002 folgte ein neuer Tower. Als Folge eines Ausbauplans wurden im Jahr 2010 u. a. das neue Terminal 3 sowie eine zweite Start- und Landebahn in Betrieb genommen. Der Flughafen erhielt seinen heutigen Namen.

## Lage und Verkehrsanbindung
Der Flughafen liegt in der Autonomen Gemeinschaft Andalusien, etwa acht Kilometer südwestlich der Innenstadt von Málaga und etwa sechs Kilometer nördlich der Innenstadt von Torremolinos. Er befindet sich nahe der Küste des Mittelmeeres zwischen beiden Städten.
Der Flughafen ist von allen Küstenorten aus über die Regionalautobahn MA-22 (ehem. N-340), die von der Autovia del Mediterráneo A-7 abzweigt, leicht zu erreichen.
Über die Linie C-1 der Cercanías Málaga ist der Flughafen aus den Richtungen Málaga und Fuengirola (Bahnstrecke Málaga–Fuengirola) angebunden. Die Züge verkehren tagsüber im 20-Minuten-Takt; die Fahrzeit vom Stadtzentrum Málaga beträgt etwa 15 Minuten. Für die Zukunft ist eine Verlängerung der Linie 2 der Metro Málaga bis zum Flughafen ebenso angedacht wie eine AVE-Anbindung im Zuge des Ausbaus des westlichen Costa-del-Sol-Korridors.
Ein Flughafen-Expressbus verbindet den Flughafen in rund 20 Minuten mit dem Stadtzentrum Málagas, ein anderer in rund 45 Minuten mit Marbella.

## Bedeutung
Málaga ist der zentrale Flughafen der Costa del Sol, er ist aus allen deutschsprachigen Ländern nonstop erreichbar. Er wird sowohl von etablierten Fluggesellschaften als auch von Billigairlines angeflogen. Flüge gehen von allen großen Flughäfen und von vielen kleineren Flughäfen des deutschsprachigen Raumes nonstop zu diesem Flughafen. Dabei verwenden die etablierten Fluggesellschaften das Terminal 3 und die Billigairlines das Terminal 2.
In der Passagierstatistik aller spanischen Flughäfen sind für den Airport Málaga 24,9 Millionen Passagiere im Jahr 2024 aufgeführt. Auf der Rangliste der Flughäfen Andalusiens liegt er damit an erster Stelle vor dem Flughafen Sevilla. Bei der Wertung aller spanischen Flughäfen nimmt er nach Madrid-Barajas, Barcelona-El Prat und Palma de Mallorca den vierten Platz ein.
Da in den letzten Jahren die maximale Kapazität von 13 Millionen Passagieren überschritten wurde, wird der Flughafen im Herzen der Costa del Sol im sogenannten Plan Málaga für bis zu 30 Millionen Passagieren jährlich ausgebaut. Im Zuge dessen ist auch im Norden des Flughafens eine zweite Landebahn (12/30) entstanden, die im Vergleich zum bestehenden Bahnsystem um 10° versetzt verläuft und 2750 m lang ist.

## Flughafenanlagen

### Terminals

#### Terminal 1
Das Terminal 1 wurde vor Eröffnung des Terminal 3 für Nicht-Schengenflüge und Flüge nach Ceuta und Melilla genutzt. Es ist geplant, das Terminal 1 nach einer Renovierung wiederzueröffnen.

#### Terminal 2
Dieses Terminal wurde zum größten Teil von Billigfluggesellschaften (z. B. Ryanair, Easyjet) genutzt, ist aber seit 2010 ebenfalls geschlossen. Es wurde vor einigen Jahren umfangreich renoviert.

#### Terminal 3
Terminal 3 ist das einzige derzeit in Betrieb befindliche Terminal. An- und Abflüge werden auf verschiedenen Ebenen abgefertigt. Es besteht aus 85 Check-In Schaltern (301-386, im 1. Obergeschoss), 20 Gates (davon 12 mit Fluggastbrücken), und 12 Gepäckbändern (im Erdgeschoss). Die meisten großen, renommierten Fluggesellschaften (mit Ausnahme von Aer Lingus, British Airways und Aeroflot) operieren von hier. Es besteht eine Verbindung zum Terminal 2.

### Start- und Landebahnen

#### 13/31
Die Hauptlandebahn ist die Runway 13/31. Sie ist das ganze Jahr durchgehend geöffnet und fertigt den Großteil der Flugbewegungen ab.

#### 12/30
Diese Landebahn entstand im Zuge der Ausbauarbeiten bis zum Jahr 2010. Die 2750 m lange Bahn wird als Nebenlandebahn und nur während der Hauptsaison genutzt, wenn die Hauptlandebahn an ihre Kapazitätsgrenze stößt. Runway 12/30 fertigt im Zwei-Runwaysystem alle Landungen ab, während alle startenden Flugzeuge auf 13/31 abheben.
Meist wird aus landseitiger Richtung gelandet und meerseitig gestartet.

## Fluggesellschaften und Ziele
Billigfluggesellschaften dominieren das Geschäft.

### Ziele im deutschsprachigen Raum
Málaga ist mehrmals täglich mit den meisten großen Passagierflughäfen Deutschlands, Österreichs und der Schweiz verbunden. So fliegt Lufthansa beispielsweise nach München und Frankfurt, Swiss nach Zürich und Genf, Eurowings unter anderem nach Düsseldorf, Hamburg, und Austrian Airlines nach Wien.

## Verkehrszahlen
| Jahr  | Fluggastaufkommen | Luftfracht (Tonnen) | Flugbewegungen |
| ----- | ----------------- | ------------------- | -------------- |
| 2024* | 24.923.774        | 3.588               | 174.915        |
| 2023  | 22.344.261        | 2.805               | 161.716        |
| 2022  | 18,457,194        | 2.193               | 144,107        |
| 2021  | 8.874.635         | 1.501               | 92.248         |
| 2020  | 5.161.243         | 912                 | 59.670         |
| 2019  | 19.858.656        | 3.080               | 144.939        |
| 2018  | 19.021.779        | 2.768               | 141.352        |
| 2017  | 18.626.581        | 2.867               | 137.178        |
| 2016  | 16.673.151        | 2.323               | 123.715        |
| 2015  | 14.404.206        | 2.473               | 108.909        |
| 2014  | 13.748.976        | 2.498               | 108.261        |
| 2013  | 12.925.186        | 2.666               | 102.362        |
| 2012  | 12.581.944        | 2.711               | 102.162        |
| 2011  | 12.823.117        | 2.992               | 107.397        |
| 2010  | 12.064.521        | 3.064               | 105.634        |
| 2009  | 11.622.429        | 3.405               | 103.539        |
| 2008  | 12.813.472        | 4.800               | 119.821        |
| 2007  | 13.590.803        | 5.829               | 129.698        |
| 2006  | 13.076.252        | 5.399               | 127.776        |
| 2005  | 12.669.019        | 5.493               | 123.959        |
| 2004  | 12.046.277        | 6.811               | 116.047        |
| 2003  | 11.566.616        | 6.838               | 110.220        |
| 2002  | 10.429.439        | 8.670               | 101.519        |
| 2001  | 9.934.899         | 9.366               | 98.174         |
| 2000  | 9.443.867         | 9.921               | 92.930         |

* 2024: Vorläufige Daten

## Zwischenfälle
Von 1940 bis Mai 2021 kam es am Flughafen Málaga zu sechs Totalverlusten von Flugzeugen. Bei zwei Flugunfällen wurden 54 Menschen getötet.
- Am 8. Oktober 1961 wurde eine Douglas DC-4/C-54A-1-DC der britischen Lloyd International Airways (Luftfahrzeugkennzeichen G-ARLF) auf dem Flughafen Málaga durch einen Brand zerstört, der beim Betanken der Maschine entstanden war. Personen kamen nicht zu Schaden.[10]

- Am 20. Dezember 1970 musste eine Douglas DC-6B der belgischen Sobelair (OO-CTL) mit einem Hydraulik-Ausfall auf dem Flughafen Málaga gelandet werden. Nur das Bugfahrwerk und das linke Hauptfahrwerk waren ausgefahren. Die Maschine geriet nach links von der Landebahn ab und wurde irreparabel beschädigt. Alle 7 Besatzungsmitglieder, die einzigen Insassen auf dem Frachtflug, überlebten den Unfall.[11]

- Am 13. September 1982 kam es während des Starts einer McDonnell Douglas DC-10 der spanischen Spantax (EC-DEG) in Málaga zu einem Flug nach New York zu starken Vibrationen durch Platzen des rechten Reifens am Bugfahrwerk. Die Vibrationen irritierten die Piloten, die daraufhin viel zu spät einen Startabbruch einleiteten. Dabei schoss die Maschine über das Ende der Startbahn hinaus, überquerte eine Autobahn und kam an der Böschung einer Eisenbahnlinie zum Stehen. Dabei zerbrach sie in drei Teile und brannte schließlich aus. Von den 394 Insassen wurden 50 getötet.[12]

- Am 29. August 2001 kam es an Bord einer CASA CN-235 der Binter Mediterraneo (EC-FBC) auf einem Flug von Melilla im Anflug auf Málaga zu einer Feuerwarnung für das linke Triebwerk. Daraufhin wurden allerdings gleich beide Triebwerke abgestellt, woraufhin die Maschine in der Anflugbefeuerung aufsetzte und gegen die Böschung einer kreuzenden Straße prallte. Ein Teil der Passagiere war zehn Minuten lang im hinteren Kabinenteil eingeschlossen, bis die dortige Tür geöffnet werden konnte. Von den 44 Insassen wurden 4 getötet.[13]